# Pere Masats i Vilata
Pere Masats i Vilata (Anglès, la Selva, 24 de març de 1894 - Barcelona, 27 d'abril de 1981), ocasionalment esmentat de forma incorrecta com a Vilalta, va ser un intèrpret de tenora, trombó i piano, compositor de sardanes, va fundar la cobla orquestra As d'Anglès. Empresari de la fusta, fou nomenat primer alcalde republicà d'Anglès l'any 1931. Va ser el fundador de la primera fàbrica de llapis del país, Indústries Masats (els primers llapis es varen dir STASAM), i després varen fer el llapis ALPINO.
Pel que fa a la composició la seva formació bàsicament autodidacte, tot i rebre alguna influència de Joaquim Serra i Corominas.
El 1915 va obtenir una gran popularitat amb la seva primera sardana Fadrinalla. Per qüestions laborals, no va tornar a escriure fins al 1942, any en què va renovar l'èxit amb Dolces carícies. A partir d'aquest moment i malgrat la dedicació que encara li demanava l'empresa, va continuar component amb regularitat per configurar un catàleg de característiques populars amb algunes obres originals que semblen d'origen popular.
Totes les seves sardanes eren dedicades a la família o a pobles i ciutats que ell estimava.
Pel que fa a la cobla As d'Anglès, en el seu vessant d'orquestra en va fer una formació pionera en incorporar-hi instruments del jazz. La primera de Catalunya en tocar aquesta música.
Des de molt jove mostrà inclinació cap a la música i els seus pares l'enviaren a Besiers (França) quan tenia 18 anys perquè seguís els estudis acadèmics i musicals.
També es va exiliar a Ribesaltes després de la guerra i allà va organitzar la Boston Jazz de Ribesaltes.